# Astronomy Domine
Astronomy Domine és una cançó del grup britànic Pink Floyd. La cançó, escrita i composta per Syd Barrett, és la primera de l'àlbum The Piper at the Gates of Dawn (1967), cantada pel Barret i Richard Wright. Peter Jenner, el manager del grup a l'època, apareix a la introducció del tema llegint el nom dels astres amb un megàfon.
El títol de treball era "Astronomy Domine (An Astral Chant)". "Domine" (el vocatiu de "Lord" en llatí) és una paraula freqüentment usada en cant gregorià. Domine del títol és pronunciat correctament com a Domini més que Domin o Domanine, com es pot constatar en els enregistraments dels concerts quan Roger Waters anuncia el títol del tema.
És una cançó popular, regularment tocada en els concerts: forma la primera pista del CD live d'Ummagumma, de 1969. Llavors ja era David Gilmour qui cantava amb Wright. La durada del tema és de 8:29, la llargada s'aconsegueix per la repetició de la primera estrofa i un solo molt lent d'orgue al mig del tema, que recupera la violència lentament fins a la darrera estrofa.
Astronomy Domine va despararèixer dels concerts a mitjans de 1971 per reaparèixer com a primer tema de certs concerts de 1994. Un versió en directe sorgida d'un concert a Miami apareixt a la cara B del single Take It Back, i una altra, apareguda en un dels concerts londinencs, apareix en el doble àlbum P*U*L*S*E. També apareix en l'àlbum d'èxits Echoes: The Best of Pink Floyd.
El grup de metal progressiu VoiVod va reprendre aquesta cançó en l'àlbum de 1989 Nothingface igual que el grup Violeta de Outono a l'àlbum Early Years.

## Crèdits
- Syd Barrett - veu, guitarra
- Roger Waters - baix
- Rick Wright - veu, orgue
- Nick Mason - bateria
- Peter Jenner - veu (al principi)